# Pseudogryllus
Pseudogryllus is een geslacht van rechtvleugeligen uit de familie krekels (Gryllidae). De wetenschappelijke naam van dit geslacht is voor het eerst geldig gepubliceerd in 1912 door Lucien Chopard.

## Soorten
Het geslacht Pseudogryllus  is monotypisch en omvat slechts de volgende soort:
- Pseudogryllus elongatus (Chopard, 1912)